# Энергия (хоккейный клуб, Электренай)
Хоккейный клуб «Энергия» (лит. Energija) — хоккейный клуб из Электреная, Литва. Выступает в высшей лиге Белоруссии и Литовской хоккейной лиге одновременно. Самая титулованная и сильнейшая команда Литвы.

## История
Команда была основана в 1991 году и быстро завоевала в первые четыре сезона Литовской хоккейной лиге. С сезона 1995/96 Энергия присоединиласть к новой Восточно-европейской лиге, и в первом сезоне из 28 игр победила только в шести встречах. Энергия не особенно хорошо играла в Восточно-европейской лиге. Лучшее её достижение — второе место в сезоне 2002/03. В дополнение к ВЕХЛ, они получили автоматически место в финале в Литовской хоккейной лиги, выиграв титул в 1996, 1997, 1999, 2001, и 2003 годах. Клуб вышел из ВЕХЛ после сезона 2002/03, за год до росформирования лиги.
В сезоне 2003/04 присоединились к Латвийской хоккейной лиге, и играли в этой лиге до конца сезона 2010/11. За это время Энергия в плей-офф никогда не опускалась ниже четвертьфинала, закончили рекорд в сезоне 2007/08. С сезона 2002/03 в Литовской хоккейной лиге «Энергия» не знает поражений, став чемпионами 9 раз подряд.

## Результаты
| - 2013/14: 5-е место - 2014/15: 8-е место - 2015/16: 5-е место - 2003/04: 4-е место - 2004/05: 6-е место - 2005/06: 7-е место - 2006/07: 6-е место - 2007/08: 7-е место - 2008/09: 4-е место - 2009/10: 4-е место - 2010/11: 6-е место | - 1992: 1-е место - 1993: 1-е место - 1994: 1-е место - 1995: 1-е место - 1996: 1-е место - 1997: 1-е место - 1998: 1-е место - 1999: 1-е место - 2000: 2-е место - 2001: 1-е место | - 2002: 2-е место - 2003: 1-е место - 2004: 1-е место - 2005: 1-е место - 2006: 1-е место - 2007: 1-е место - 2008: 1-е место - 2009: 1-е место - 2011: 1-е место - 2012: 1-е место - 2013: 1-е место |